# NGC 3578
NGC 3578 – ciało niebieskie w gwiazdozbiorze Pucharu zaobserwowane 16 grudnia 1827 roku przez Johna Herschela, prawdopodobnie gwiazda pojedyncza lub podwójna znajdująca się niedaleko od podanej przez odkrywcę pozycji. Niektóre katalogi i bazy obiektów astronomicznych pomijają ten obiekt (np. SIMBAD) bądź uznają go za nieistniejący (np. NASA/IPAC Extragalactic Database).